# Jug (Fluss)
Der Jug (russisch Юг; deutsch wörtlich „Süden“, hat jedoch etymologisch wahrscheinlich nichts mit der Himmelsrichtung zu tun) ist ein 574 km langer Fluss im europäischen Teil von Nordwestrussland.
Er entspringt auf dem langgestreckten Nordrussischen Landrücken etwa 40 km nordöstlich von Nikolsk und fließt von dort aus zuerst ein Stück in südwestlicher Richtung. Danach mäandriert er zumeist in recht tief eingeschnittenen Tälern hauptsächlich in nördliche Richtung bis nach Weliki Ustjug, um sich dort mit der von Westen kommenden Suchona zur Nördlichen Dwina zu vereinigen. 
Größere Nebenflüsse sind Scharschenga und Kitschmenga von links, sowie
Lusa, Puschma und Jontala von rechts.